# Бензин (фильм, 2001)
«Бензин» (итал. Benzina) — итальянская драма 2001 года режиссёра Моники Стамбрини по роману Елены Станчанелли.

## Сюжет
Элеонора приезжает увидеться с дочерью, с которой не встречалась два года, после того, как та бросила университет. Сейчас Ленни работает на автозаправке в кафе. Добравшись до места, Элеонора обнаруживает, что у её дочери любовные отношения со Стеллой — ещё одной девушкой, работающей на автозаправке механиком.
Разговор матери с Ленни перерастает в оскорбления. Мать пытается силой увести дочь с собой. Но в это время Стелла не выдерживает и бьёт Элеонору в лицо. Мать Ленни падает и, стукнувшись головой о стойку, погибает.
Девушки не знают, что делать. Ленни, которая не любила мать, находится в прострации. Стелла предлагает увезти труп подальше. Девушки смывают кровь и кладут труп в багажник. В сумочке матери обнаруживается крупная сумма денег, и Стелла предлагает Ленни бежать.
Они едут по шоссе, но по пути к ним пристаёт компания из двух парней и девушки. Компания узнаёт про деньги и начинает преследовать подруг. Те вынуждены вернуться обратно на автозаправку. Озлобленные преследователи нападают на них, ломая забор и стекла в кафе.
Срабатывает сигнализация и к станции подъезжает полиция. Она арестовывает компанию, но та рассказывает про труп, который они видели. Ленни и Стелла понимают, что это конец. Закрывшись в машине, они поджигают пролитый бензин. Автозаправка взрывается.

## В ролях
| В ролях               |  | Персонаж             |
| --------------------- |  | -------------------- |
| Майя Санса            |  | Стелла               |
| Реджина Ориоли        |  | Ленни                |
| Мариэлла Валентини    |  | Элеонора, мать Ленни |
| Луиджи Мария Бурруано |  | Падре Габриэль       |
| Чиара Конти           |  | Пиппи                |
| Марко Кваджа          |  | Сандро               |
| Пьетро Рагуза         |  | Филиппо              |